# Казахстанско-словацкие отношения
Казахстанско-словацкие отношения — двусторонние дипломатические отношения между Республикой Казахстан и Словацкой Республикой. Установлены 1 января 1993 года, сразу после провозглашения независимости Словакии.
Посольство Словакии в Казахстане было открыто в 2005 году, а дипломатическое представительство Казахстана в Братиславе с постоянным местом пребывания посла в Праге открылось в 2006 году. В 2009 году открыт консульский отдел посольства Казахстана в Чехии и Словакии. В 2019 году дипломатическая миссия Казахстана в Братиславе была преобразована в посольство Казахстана в Словакии.
18 октября 2021 года в городе Усть-Каменогорске открылось почётное консульство Словацкой Республики с консульским округом Восточно-Казахстанской, Павлодарской и Северо-Казахстанской областей.

## Политическое сотрудничество

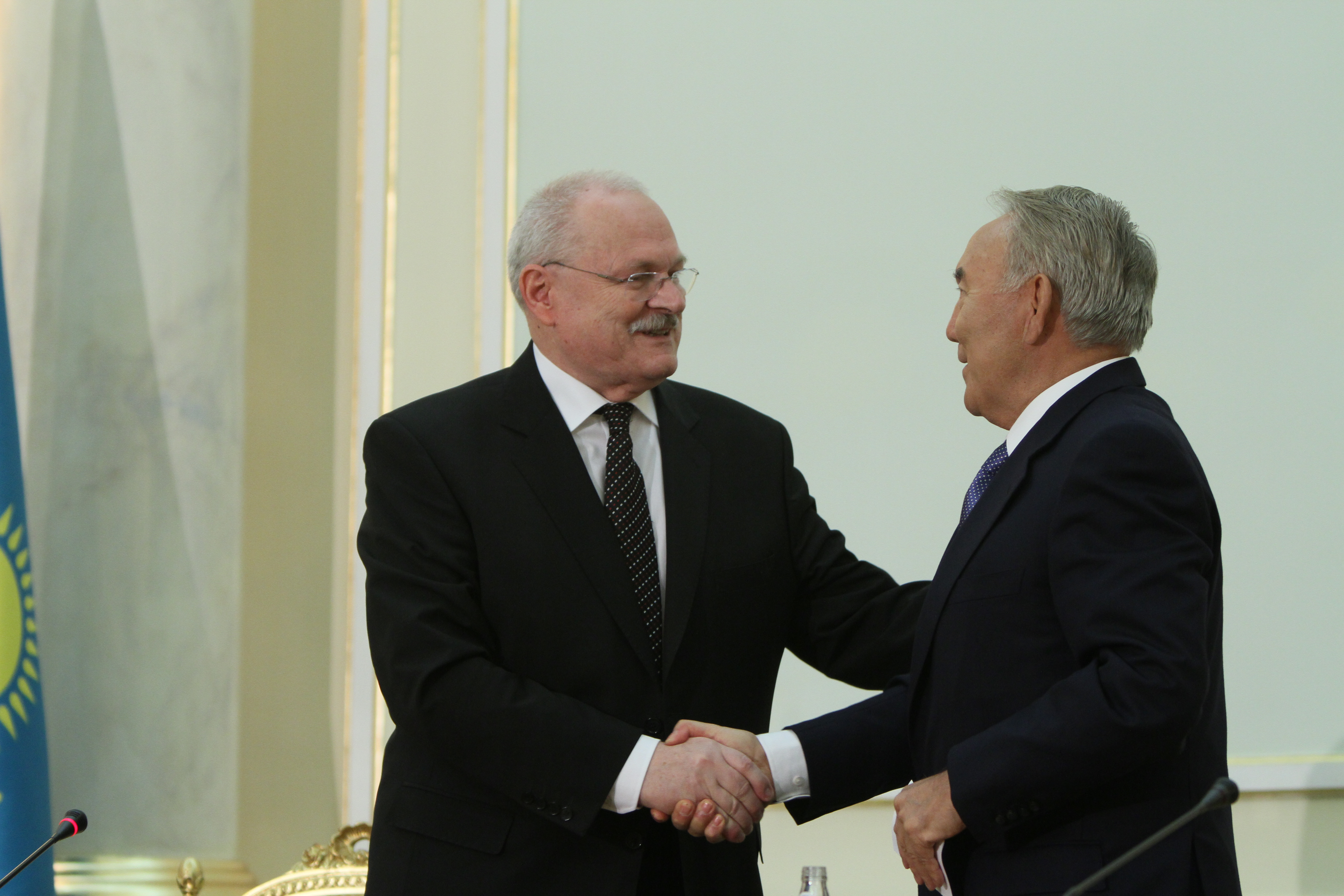
Н. Назарбаев и И. Гашпарович (Астана, март 2010 года)

### Контакты на высшем уровне
Первый президент Казахстана Нурсултан Назарбаев посетил Словацкую Республику с государственным визитом 20—21 ноября 2007 года.
Президенты Словацкой Республики посетили Казахстан трижды (Рудольф Шустер — 14—15 ноября 2001 года с официальным визитом; Иван Гашпарович — 29—31 марта 2010 года с официальным визитом и 1—2 декабря 2010 года в качестве главы словацкой делегации на саммите ОБСЕ).
Кроме того, первый президент Казахстана Нурсултан Назарбаев провёл встречу с президентом Словакии Рудольфом Шустером в рамках саммита ОБСЕ в Стамбуле 18 ноября 1999 года.

### Контакты на высоком уровне
15—16 ноября 2018 года состоялся официальный визит премьер-министра Словакии Петера Пеллегрини в Казахстан.
7—8 апреля 2019 года министр иностранных и европейских дел Словакии Мирослав Лайчак совершил визит в Казахстан в качестве действующего председателя ОБСЕ.
9 июля 2019 года министр иностранных дел Казахстана Бейбут Атамкулов посетил с рабочим визитом Словакию для участия в работе неформального СМИД ОБСЕ в Высоких Татрах.

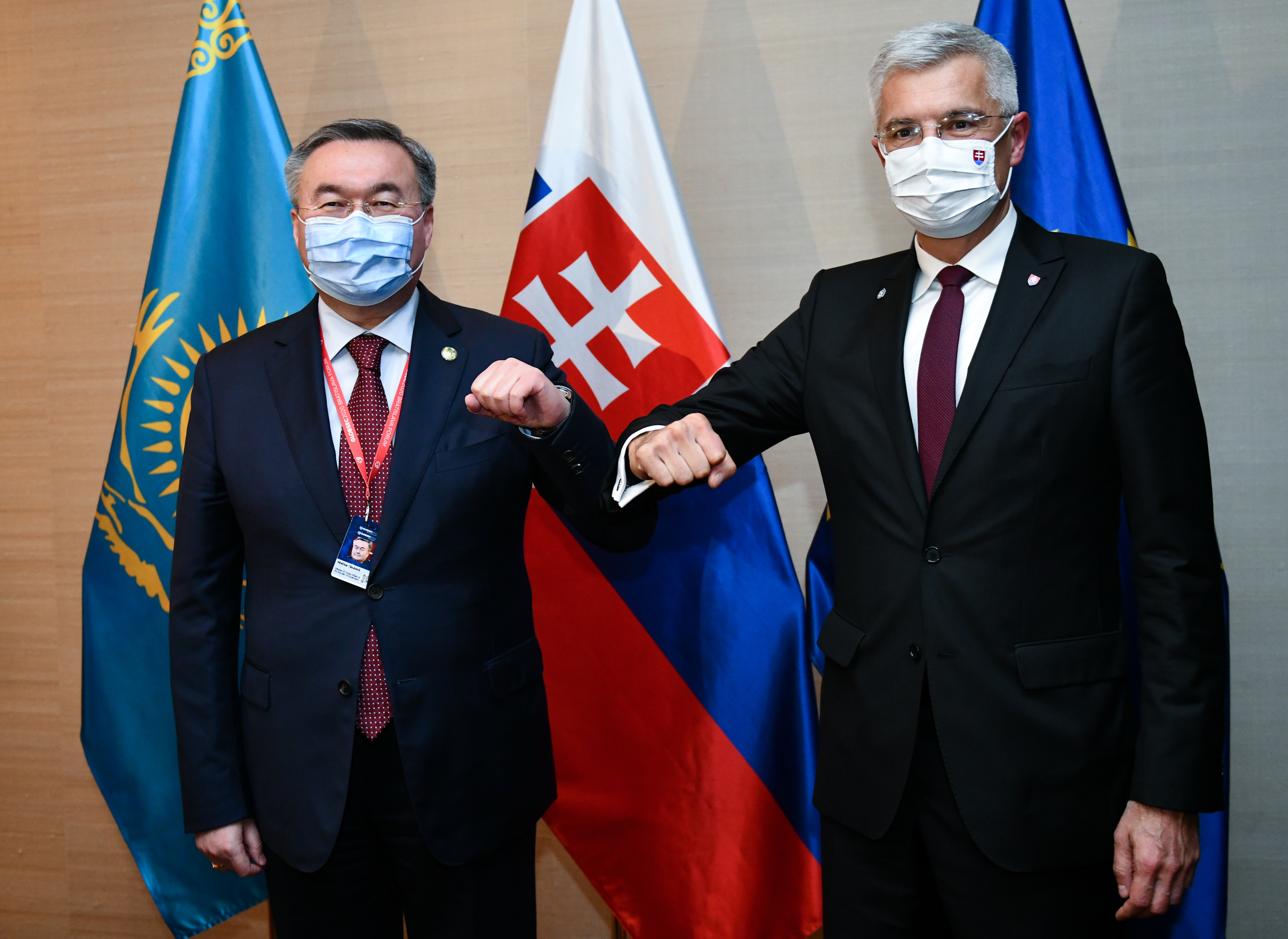
Встреча главы МИД РК М. Тилеуберди с Министром иностранных и европейских дел СР И. Корчоком (Братислава, 7—8 октября 2020 года)

7—8 октября 2020 года министр иностранных дел Казахстана Мухтар Тлеуберди посетил с рабочим визитом Словакию в рамках участия в 15-м международном форуме «Globsec» в Братиславе.
29 сентября 2021 года специальный представитель президента по международному сотрудничеству Ержан Казыхан с рабочим визитом посетил Братиславу.
11 октября 2021 года состоялся официальный визит министра иностранных и европейских дел Словакии Ивана Корчока в Казахстан.

## Межпарламентское сотрудничество
В Мажилисе и Сенате Парламента Казахстана действуют межпарламентские группы по сотрудничеству со Словакией. В словацком парламенте сформирована Группа дружбы с Азербайджаном, Казахстаном, Кыргызстаном, Таджикистаном, Туркменистаном и Узбекистаном.

### Визиты в Словакию
- Депутатов Мажилиса и Сената Парламента Казахстана (6 раз с 1999 по 2017 год);
- Депутата Мажилиса Парламента Казахстана Куаныша Султанова в качестве специального посланника президента Казахстана по продвижению кандидатуры Казахстана в непостоянные члены СБ ООН на 2017—2018 годы (23—24 февраля 2015 год);
- Депутатов Мажилиса и Сената Парламента Казахстана для участия в весенней сессии Парламентской ассамблеи НАТО в Братиславе (31 мая—3 июня 2019 года).

### Визиты в Казахстан
- Председателей Национального совета Словакии Павола Пашки (10—13 июня 2013 года), Андрея Данко (23—24 сентября 2019 года);
- Председателя Конституционно-правового комитета Национального совета Словакии Роберта Мадея (24—27 апреля 2015 года) (для наблюдения за президентскими выборами);
- Депутатов словацкого парламента во главе с руководителем межпарламентской Группы дружбы Петером Марчеком (9—10 июня 2017 года, встреча с казахстанскими депутатами Группы дружбы);
- Председателя комитета по иностранным делам Национального совета Словацкой Республики Мариана Кери (22 ноября 2021 года, с целью участия в международной парламентской конференции).

## Договорно-правовая база
8 октября 2020 года в Братиславе был подписан Меморандум о сотрудничестве в области лесного хозяйства между Комитетом лесного хозяйства и животного мира Министерства экологии, геологии и природных ресурсов Республики Казахстан и Государственным предприятием «Государственные леса Словацкой Республики»;
7 октября 2020 года в Братиславе был подписан Меморандум о взаимопонимании в области туризма между Министерством культуры и спорта Республики Казахстан и Министерством транспорта и строительства Словацкой Республики;
10 декабря 2020 г.ода в Братиславе был подписан Меморандум о взаимопонимании по сотрудничеству в области водных ресурсов между Министерством экологии, геологии и природных ресурсов Республики Казахстана и Министерством окружающей среды Словацкой Республики.
26 февраля 2021 года в Братиславе был подписан Меморандум о сотрудничестве между Советом словацких экспортеров и Центром развития торговой политики QazTrade.

## Торгово-экономическое сотрудничество
Отношения в торгово-экономической сфере характеризуются последовательным развитием и имеют значительный потенциал для дальнейшего расширения.
Казахстан рассматривает Словакию в качестве важного политического и торгово-экономического партнера в Центрально-Восточной Европе и Евросоюзе, в целом. Развитая обрабатывающая и перерабатывающая промышленности, электроника, машиностроение, в том числе оборонная промышленность, химическая промышленность и информационные технологии Словакии представляют значительный интерес для Казахстана. Казахстан и Словакия располагают значительным транзитно-транспортным потенциалом. Через территории Казахстана и Словакии проходят сухопутные пути из Азии в Европу. Как следствие, актуальным для двух государств является участие в проектах в рамках инициативы «Пояса и пути».
Стимулирующей предпосылкой для активного развития взаимовыгодного сотрудничества являются введение с 1 января 2017 года безвизового режима для словацких граждан.
Согласно данным КГД МФ РК, двусторонний товарооборот между Казахстаном и Словакией за 2020 год составил 69,4 млн долл. США (экспорт — 1,8 млн долл. США, импорт — 67,6 млн долл. США), что на 62 % больше показателя за 2019 года (43,1 млн долл. США).
Двусторонний товарооборот между Казахстаном и Словакией за 2019 года составил 43,1 млн долл. США (экспорт — 1,75 млн долл. США, импорт — 41,4 млн долл. США), что на 70,1 % меньше показателя 2018 года (61,4 млн долл. США).
Основные статьи казахстанского экспорта: природный газ, удобрения, детали машин и устройств.
Основные статьи казахстанского импорта: машины и комплектующие к ним, техника, оборудование, строительные материалы, гербициды, лекарства, продукты питания, бумажная масса из древесины, полиграфическая продукция, текстиль, мебель и др.
За период с 2005 года по 1 квартал 2020 года валовый приток прямых инвестиций из Словакии в Казахстан составил 20,7 млн долл. США.
По состоянию на 1 июля 2020 года в Казахстане зарегистрировано 36 юридических лиц, филиалов и представительств со словацким участием (центры лазерной коррекции зрения «Oftum», компания в сфере резервного электроснабжения «ELTECO», компании в сфере разработки и продаж химических разведывательных машин для оборонной промышленности «KANTO METAL» и «CSBC», компания в сфере поставок лечебно-диагностических технологий «CME.Slovakia», поставщик насосов и арматуры для электростанций «Ish Pumps Olomouc», компания в сфере комплексного обеспечения мясоперерабатывающей промышленности «PROGAST»), в том числе 35 малых и 1 среднее, из них 23 действующих, а также 23 совместных предприятий (действующих — 13).
Важным механизмом двустороннего взаимодействия является Межправительственная комиссия по экономическому и научно-техническому сотрудничеству. До настоящего времени проведено 8 заседаний МПК (последнее состоялось в Нур-Султане 21—22 января 2020 года). Сопредседателем комиссии с казахстанской стороны назначен вице-министр экологии, геологии и природных ресурсов А. Примкулов, сопредседатель со словацкой стороны — Государственный секретарь Министерства экономики СР К. Галек. В рамках МПК состоялся бизнес-форум с участием представителей деловых кругов Казахстана и Словакии.

## Культурно-гуманитарное сотрудничество
Казахстан и Словакия придают большое значение развитию двусторонних культурно-гуманитарных связей, поэтому прошедшие годы были полны яркими творческими мероприятиями.
В разные годы в Словакии выступали ансамбль «Камерата Казахстана», Заслуженная артистка РК Майра Мухаммедкызы, Жамиля Серкебаева и др.
26 апреля 2017 года в Братиславе был организован гала-концерт этно-фольклорного ансамбля «Дәуір» и оркестра «Шабыт» Казахского национального университета искусств, посвященный 25-летию установления дипломатических отношений. Гала-концерт состоялся в знаменитом концертном зале «Редута» Словацкой филармонии.
6 декабря 2017 года в Братиславе прошел гала-концерт и показ казахстанской индустрии моды — Kazakhstan Fashion Week Astana. Были продемонстрированы коллекции национальных дизайнеров, раскрывающие культуру и духовные традиции казахского народа.
18 июля 2017 года в рамках Национального дня Словакии на ЭКСПО 2017 состоялся концерт известного словацкого фольклорного и танцевального ансамбля «Лучница» — победителя многих международных конкурсов, сопровождавшийся показом мод от известных словацких модельеров.
СМИ обеих стран регулярно освещают события в Казахстане и Словакии. На постоянной основе организуются пресс-туры журналистов, так, только в 2018 году телекомпания «Хабар-24» дважды посетила Словакию и выпустила ряд репортажей, посвященных двусторонним отношениям. 10 декабря 2018 года в Братиславе состоялась конференция с презентацией книги «Казахстан-Словакия: 25 лет взаимопонимания и партнерства», собравшая авторитетных представителей словацкого общества. В ходе мероприятия была презентована статья Елбасы «Семь граней Великой степи», вызвавшая неподдельный интерес участников.
30 января 2020 года в честь 175-летнего юбилея Абая Кунанбаева в Центральной библиотеке Словацкой академии наук в Братиславе состоялись торжественная церемония передачи в дар Национальной Академической Библиотекой Казахстана более 200 изданий произведений Абая, и работ, посвященных его жизни и деятельности, а также «круглый стол», посвященный творчеству Абая.
5 октября 2020 года в Братиславе (в онлайн-формате) состоялась презентация первого перевода «Слов назидания» Абая на словацкий язык, вызвавшая большой интерес словацкой общественности.
17 марта 2021 года Посольством Казахстана в Словакии совместно с национальной компанией «Kazakh Tourism» и британским издательством Hertforshire Press была проведена онлайн презентация новой книги «101 zážitkov z Kazachstanu» («101 впечатление от Казахстана»), одной из первых книг о Казахстане на словацком языке.

## Активно развиваются связи в сфере образования
Существующие соглашения и контакты между вузами дают возможность для прохождения стажировок магистрантами и докторантами в университетах двух стран, совместного научного руководства докторскими диссертациями, обмена студентами и профессорско-преподавательским составом. Так, ЕНУ им. Л. Гумилева подписал меморандум о взаимопонимании с университетом Кирилла и Мефодия, соглашение о сотрудничестве со Словацким техническим университетом в Братиславе, КазНУ им. аль-Фараби заключил соглашения о сотрудничестве с Прешовским университетом, Словацким сельскохозяйственным университетом в Нитре и университетом Кирилла и Мефодия. КазУМОиМЯ им. Абылайхана имеет соглашение о сотрудничестве с университетом Константина Философа в Нитре. Костанайский государственный университет им. А. Байтурсынова заключил соглашение о сотрудничестве с Коменским университетом в Братиславе, Жетысуский государственный университет им. И. Жансугурова имеет соглашение с Университетом Жилина, Кокшетауский государственный университет им. Ш. Уалиханова заключил соглашение с Тренчанским университетом им. А. Дубчека.
11 сентября 2020 года в Братиславе состоялась церемония подписания Соглашения о научном сотрудничестве Национальной академией наук Республики Казахстан и Словацкой академией наук. С казахстанской стороны под документом (заблаговременно) поставил подпись Президент НАН РК М. Журинов, со словацкой — Президент САН П. Шайгалик. Заключение Соглашения предоставит возможность укреплять сотрудничество между научными обществами Казахстана и Словакии, в том числе в сфере фундаментальных и прикладных исследований, проводить совместные исследования по самым различным направлениям, обучение на уровне PhD и работы в постдокторантуре представителям казахстанских научных кругов.
10 февраля 2021 года в онлайн-режиме состоялась церемония подписания Меморандума о сотрудничестве между Международным университетом туризма и гостеприимства РК и словацким Университетом экономики в Братиславе.

## Послы Казахстана в Словакии
1. Роман Василенко (21 декабря 2019[13]—2022)
2. Толежан Барлыбаев (30 марта 2022 — 15 ноября 2024)
3. Жанна Сагинова (15 ноября 2024 - н. в.)

## Послы Словакии в Казахстане
1. Роман Палдан (Roman Paldan), (1993 – 1999), по совместительству с местом проживания в г. Москва
2. Игорь Фурдик (Igor Furdík), (1999 – 2004), по совместительству с местом проживания в г. Москва
3. Душан Подгорски (Dušan Podhorský), (2005 – 2011)
4. Любомир Регак (Ľubomír Tehák), (2011 – 2012)
5. Петер Юза (Peter Juza), (2013 – 2018)
6. Милан Коллар (Milan Kollár), (с 1 июня 2018)